# Kurt Machler
Kurt Machler (* 8. Januar 1910 in Rixdorf; † 15. August 1942 im Strafgefängnis Berlin-Plötzensee) war ein deutscher Widerstandskämpfer gegen den Nationalsozialismus.

## Leben

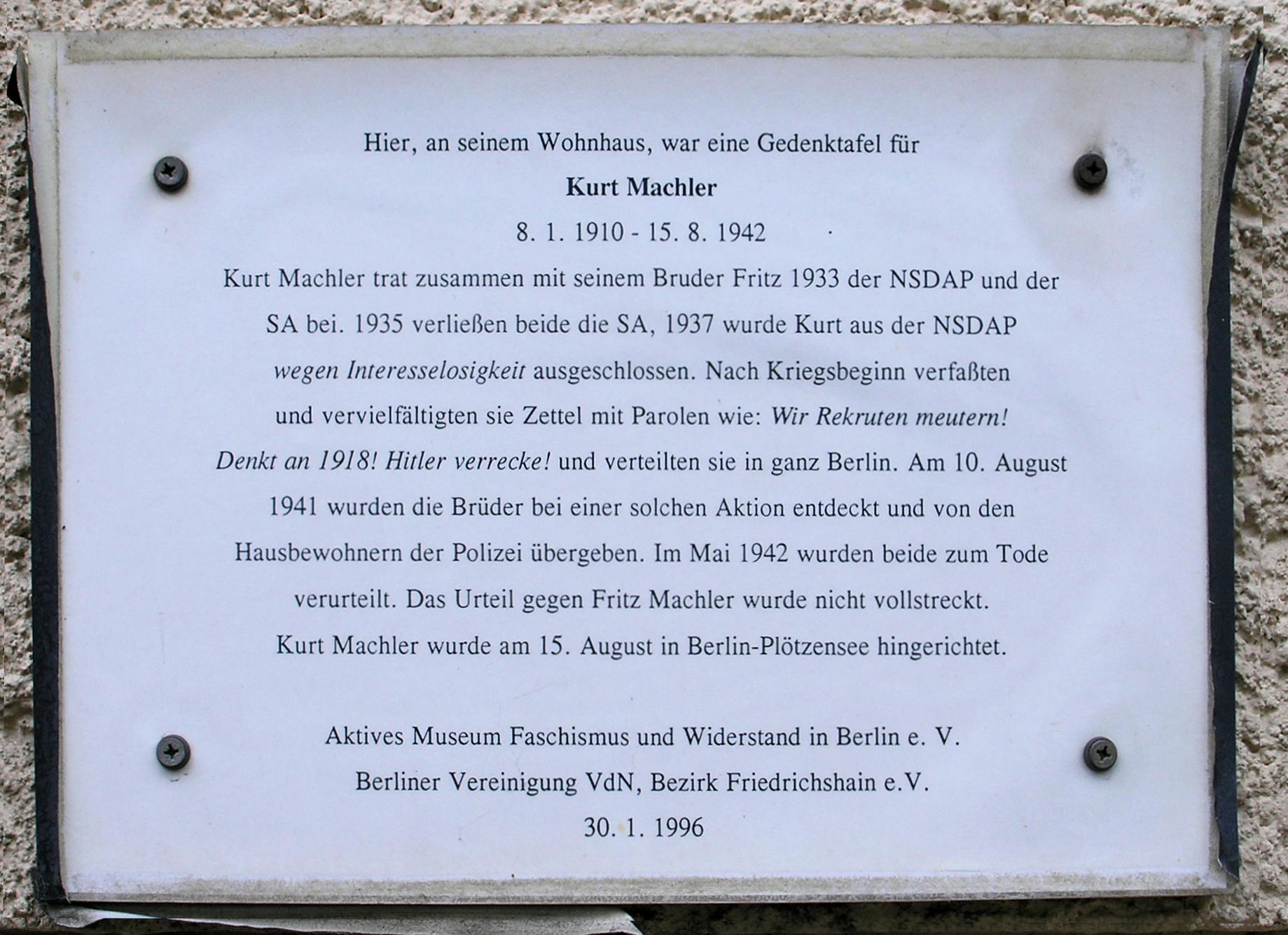
Gedenktafel am Haus, Helenenhof 1, in Berlin-Friedrichshain

Machler, der als Werkstattschreiber arbeitete, hatte sich in der Weimarer Republik an Demonstrationen gegen unsoziale Maßnahmen verschiedener Regierungen, gegen den Panzerkreuzerbau (1928) und gegen die staatliche Subventionierung der ostelbischen Junker beteiligt.
Nach der „Machtergreifung“ der Nationalsozialisten ließ er sich zunächst von ihren Ideen vereinnahmen. Zusammen mit seinem jüngeren Bruder Fritz (* 1912) trat er der SA und der NSDAP bei. Beide Brüder verließen 1935 die SA. Kurt Machler wurde 1937 wegen „Interesselosigkeit“ aus der NSDAP ausgeschlossen.
Nach Kriegsbeginn begannen die beiden Brüder zu überlegen, was sie gegen den Krieg unternehmen könnten. Im Laufe des Jahres 1941 brachten sie im Südosten Berlins, in Lichtenberg und Neukölln, im Zentrum sowie in der Gegend um den Schlesischen Bahnhof selbstgefertigte Klebezettel an. Auf ihnen waren Parolen zu lesen wie: „Wir Rekruten meutern! Denkt an 1918! Hitler verrecke!“. Die Klebezettel brachten sie in Häusern, vornehmlich an den Haustafeln der NSDAP, an. Darauf riefen sie unter anderem zur Verweigerung des Wehrdienstes, zur Sabotage und zum Ungehorsam auf. Die Gestapo fand mehrere hundert solcher Klebezettel und vermutete dahinter eine Widerstandsgruppe. Kurt Machler und sein Bruder Fritz gehörten jedoch zu denjenigen, die völlig auf sich gestellt, das NS-Regime bekämpften.
Am 10. August 1941 wurden sie beim Verteilen dieser Zettel von Hausbewohner überrascht. Kurt Machler konnte fliehen, kehrte aber zurück, um seinen Bruder aus den Händen eines Soldaten zu befreien. Dabei wurde auch er festgenommen.
Im Mai 1942 wurden die beiden Brüder zum Tode verurteilt. Am 15. August 1942 wurde Kurt Machler in der Hinrichtungsstätte Berlin-Plötzensee erhängt. Das Urteil gegen Fritz Machler wurde nicht vollstreckt.

## Ehrungen
An ihrem Wohnhaus Helenenhof 1 in Friedrichshain erinnert seit 1950 eine Gedenktafel an die beiden Brüder. Sie wurde 1978 erneuert. Bei der Renovierung der Wohnanlage wurde sie nach 1989 abgenommen, aber aufbewahrt. Im Einverständnis mit dem Eigentümer brachte der „Verein Aktives Museum“ 1996 gemeinsam mit dem „Verein der Verfolgten des Naziregimes Friedrichshain“ eine neue Tafel mit einem ausführlicheren Text an.